# Läder

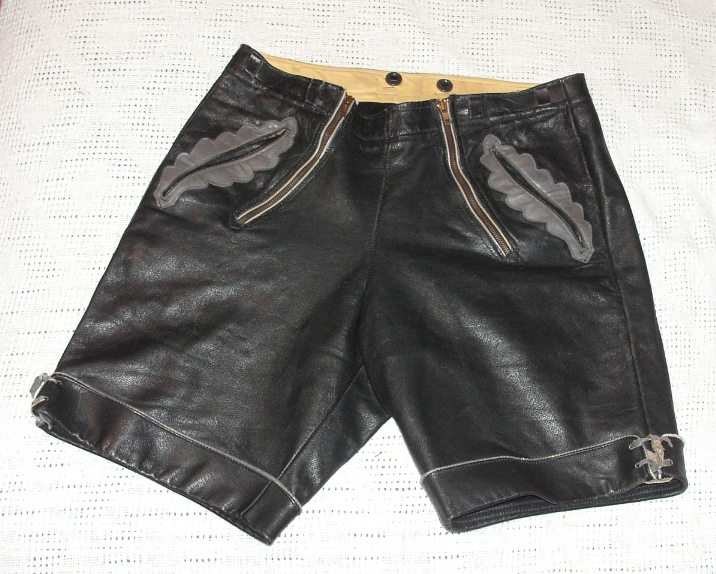
Lederhosen

Läder är hud som behandlats så att den blivit beständig mot förruttnelse, och samtidigt bevarat sin naturliga styrka och spänst. Denna behandling kallas garvning. Viktiga egenskaper hos garvat läder är slittålighet, formbarhet och förmåga att släppa igenom vattenånga. Veganskt läder kan tillverkas naturligt av  bakterier och jäst i kimchi, men det mesta är konstläder av polyuretan.

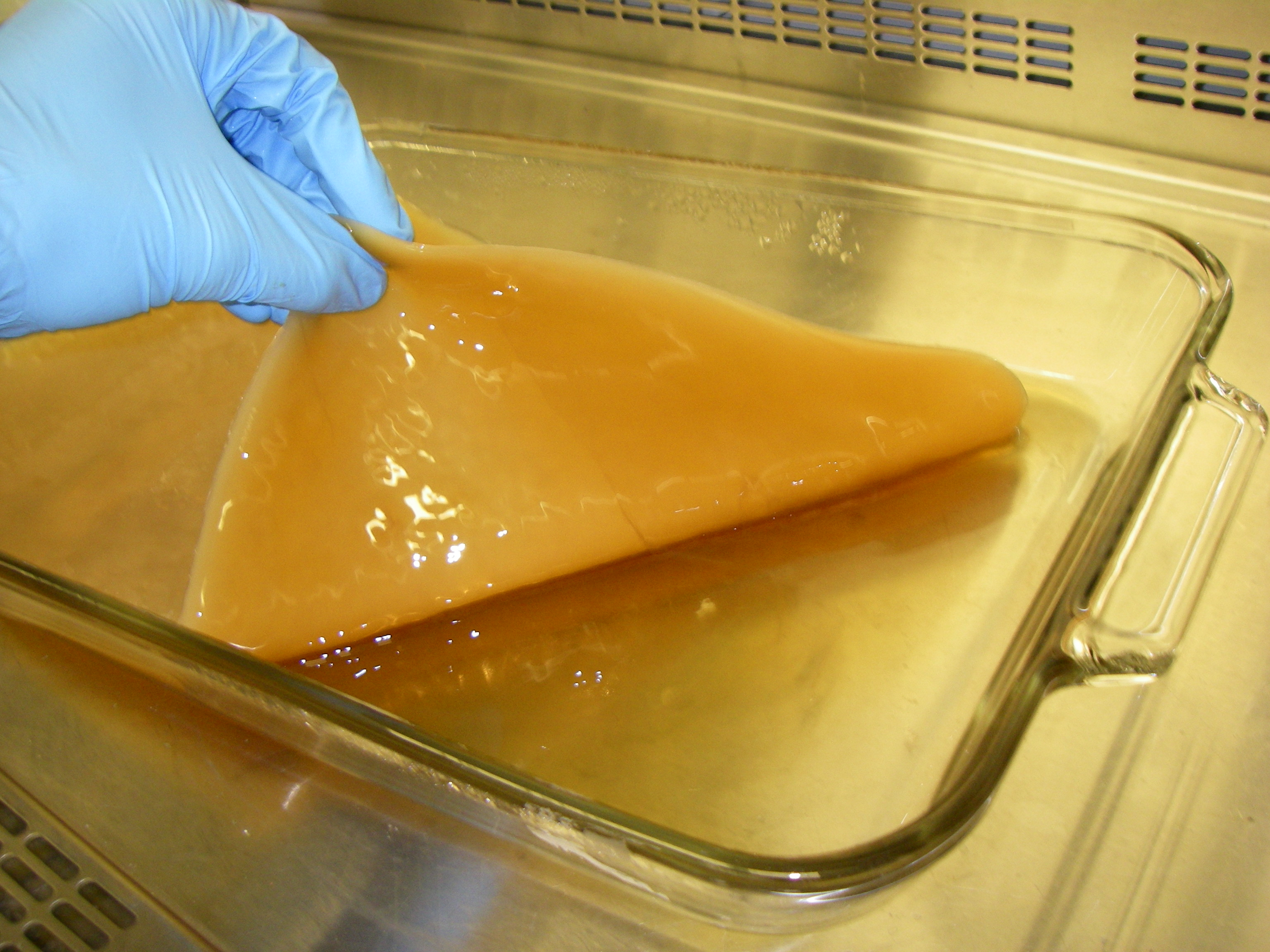
Veganskt läder av cellulosa från bakteriekultur

## Typer av läder

### Lädertyper sorterat på ursprung

#### Tamdjur
- Getläder
- Hästläder
- Kalvläder
- Oxläder (buffelskinn)
- Svinläder, av svinhud. Svinlädret är tunnare än oxläder och används oftast till lättare produkter som handskar och skor.

#### Vilda djur
- Hjort
- Ren
- Älg

#### Ospecificerat djurskinn
- Pergament (den finare Veläng av lamm eller kalv)

### Lädertyper sorterade efter plats på kroppen den kommer från
- Kärnläder, även kallat krupong, är ryggstycket på en djurhud.[3] Detta har till skillnad från buk- och halslädret en jämn och stadig struktur.

### Lädertyper sorterade i alfabetisk ordning
- Drögläder (plattläder)
- Glacéläder, mjukt, ljust och elastiskt
- Mocka, med köttsidan utåt
- Nappa, med narvsidan utåt
  - Narvsidan är hårsidan på läder. Ordet narv används också för läderliknande mönster på andra material. Ordet är besläktat med engelskans narrow, "trång".
- Nubuck, med slipad narvsida
- Passerläder
- Ryssläder (juft)
- Råhud, ogarvat
- Spaltläder, där skinnet delats (spaltats) i 2 eller 3 lager
- Smorläder är läder som fått ligga under lång tid i så kallad smorning, det vill säga i en blandning av olja, fett, vax och tjära. Därigenom blir lädret både mjukt, formbart och vattentätt. Lädersmorning för skovård går fortfarande att köpa i välsorterade skoaffärer.
- Sulläder
- Sämskskinn framställs av älg-, get-, ox- eller hjortskinn.[4], där oxskinn ger en grövre kvalitet.[5] Även get och ren kan användas.[5] Namnet chamois kommer av det franska namnet på gems.

## Teknisk användning
Tack vare bland annat dess smidighet, styrka och slitstyrka är läder väldigt passande i vissa tekniska detaljer. I säten på bilar är det framförallt slitstarkt. Det används även som tätning i till exempel cykelpumpar, och som en enklare typ av gångjärn.
Läder används i vissa fall även i kvalificerade applikationer, exempelvis hydraultätning vid mycket höga tryck.